# Campeonato de Galicia de Rally
El Campeonato de Galicia de Rally es un campeonato de rally de ámbito autonómico que se celebra anualmente en Galicia (España) desde 1979 organizado por la Federación Gallega de Automovilismo. Se compite en rallyes de asfalto realizados en la comunidad gallega aunque en 2014 el Rally Eurocidade transcurrió por tierras portuguesas. Antes de 1979 se celebraba desde 1975 el Campeonato Gallego de Automovilismo que combinaba pruebas de rally y subidas.
Cada temporada se disputan el campeonato de pilotos, de copilotos y de escuderías así como diferentes trofeos y copas de promoción como: Volante FGA Galicia, Copa Top Ten Pirelli, Volante RACC, Trofeo Driver Center, Copa Kumho, Copa Racing Sport, Copa Seguro X Días, Copa ELF Galicia, entre otros. También se premian las distintas categorías de automóviles: grupo A, grupo N, grupo X, grupo G, grupo T o grupo H.
Los pilotos de mayor éxito son: Germán Castrillón (1990, 1992, 1996, 1998, 1999, 2000), Víctor Senra (2017, 2018, 2019, 2020, 2021, 2022), Carlos Piñeiro (1980, 1981, 1982, 1984, 1987), Manuel Senra (2001, 2002, 2003, 2004, 2005), Arturo Rial (1989, 1991, 1993), Pedro Burgo (2008, 2009, 2012). Muchos de los pilotos que participan en el certamen dieron el salto al campeonato de España donde también han logrado triunfar caso de Germán Castrillón, Pedro Burgo, Sergio Vallejo, Iván Ares, Carlos Piñeiro, Víctor Senra o Alberto Meira. En el campeonato de equipos Senra Sport lidera con nueve títulos, seguido por la Escudería Lalín-Deza con ocho, Siroco Team Narón con cinco y la Escudería Berberecho con cuatro.

## Pruebas

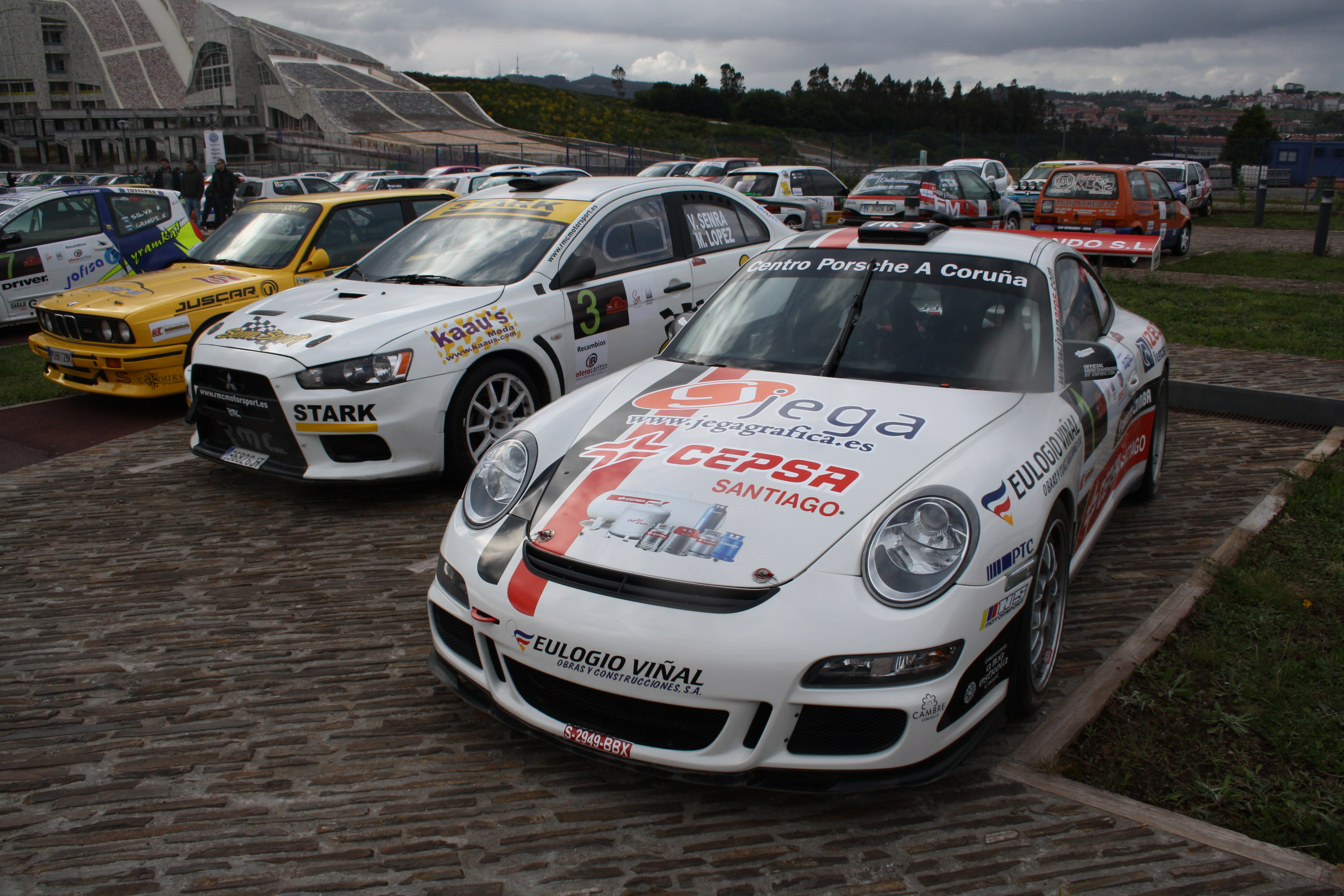
Parque cerrado del Rally Botafumeiro.

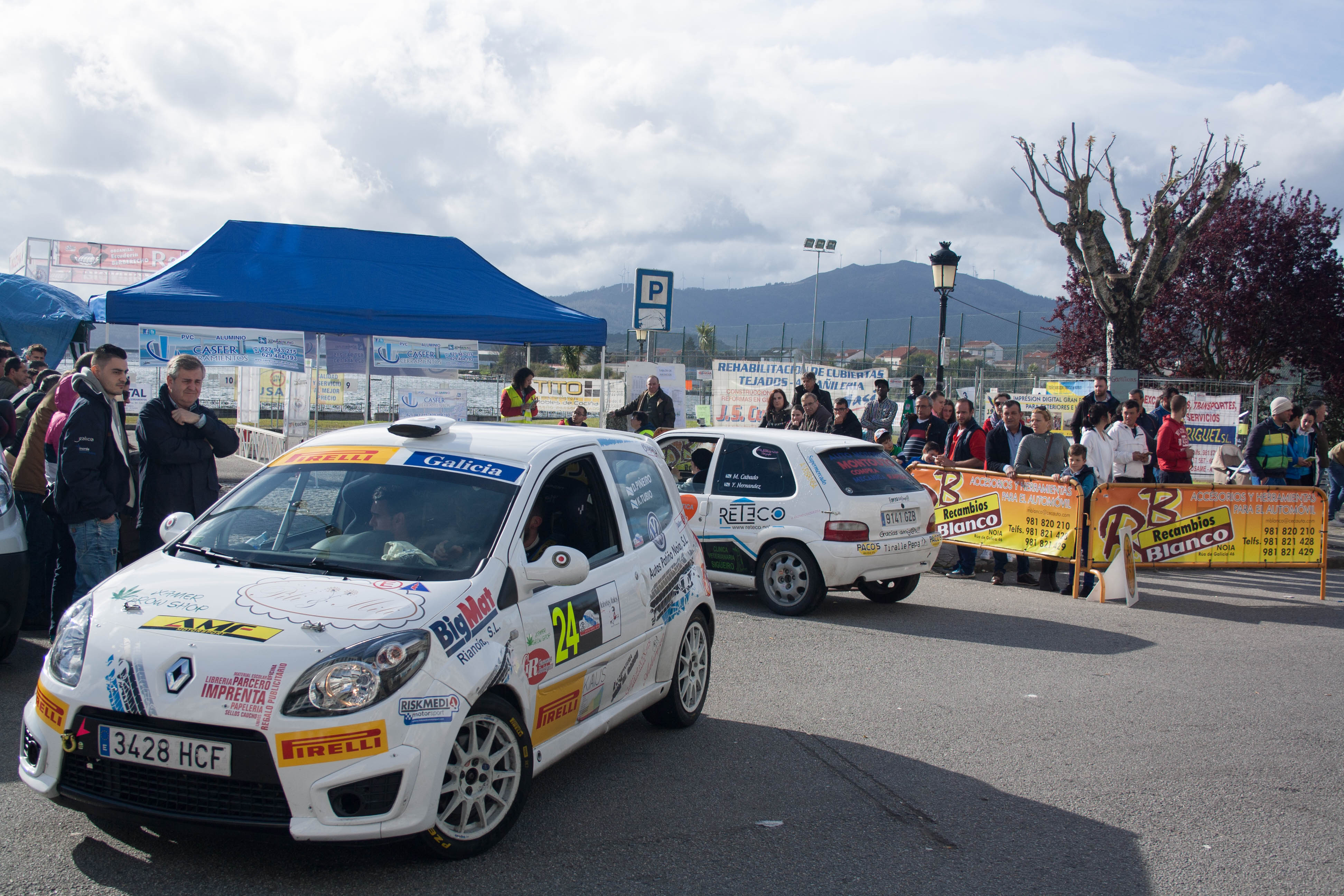
Parque cerrado del Rally de Noia.

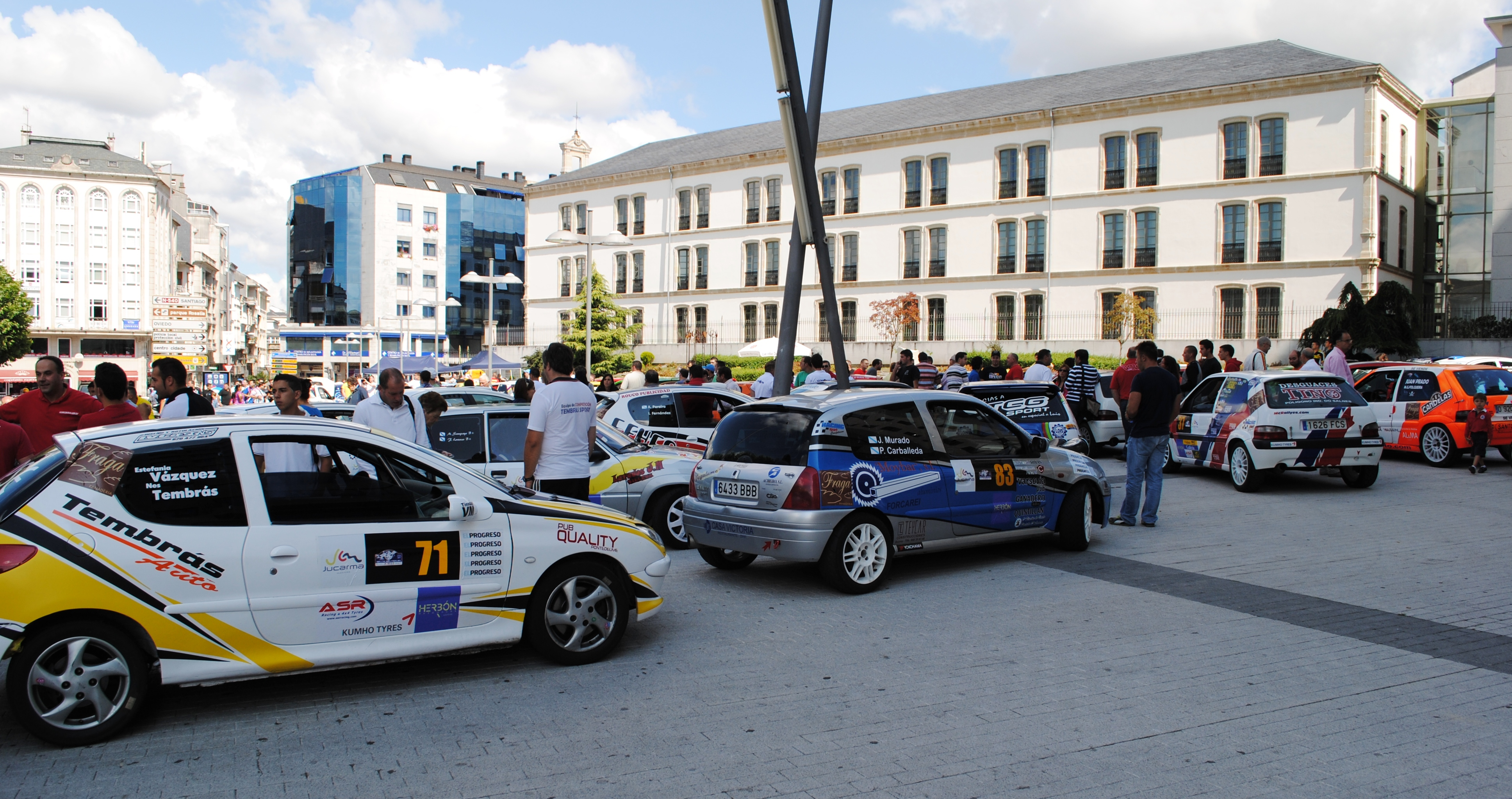
Parque cerrado del Rally San Froilán

Desde 1979 han sido puntuables para el campeonato 30 pruebas distintas.
- Rally de Ourense (1975-1996)[2]
- Rally de La Coruña (1978-1988, 1990-1996, 2015, 2016-2023)
- Rally de Noia (1984-2001, 2003-2019, 2023)
- Rally Rías Baixas (2018-2019)
- Rally Cidade de Narón (1994-2019, 2021-2022)
- Rally Sur do Condado (2005-2019, 2021-2023)
- Rally Botafumeiro (1985-1988, 1990-1991, 1993-2001, 2003-2007, 2009-2012, 2014, 2018-2019)
- Rally Ourense-Ribeira Sacra (2012-2019, 2021-2023)
- Rally San Froilán (1998-2023)
- Rally Comarca da Ulloa (2008-2016, 2018)
- Rally do Cocido / Rally Villa de Lalín[3] (1996-2017)
- Rally Eurocidade Tui-Valença (2014, 2016)
- Rally Ourense-Baixa Limia (2004-2012)
- Rally Serra da Groba (2011, 2013)
- Rally do Lacón / Pazo Tizón, (1981-1982, 1994-1995-?-2006, 2021-2023)
- Rally do Albariño (1992-2009)[1]
- Critérium Arenal (1978) - Critérium Recalvi (1988-1991)[1]
- Rally Vila de As Pontes (1982, 1987)[1]
- Rally de Pontevedra (1984-1985, 2021-2023)[1]
- Rally de Los Pazos (1982)*[1]
- Rally Salón Automóvil Vigo (2004)
- Critérium Arrojo (1983-1985)[1]
- Critérium Marineda (1983-1985)[1]
- Rally Mil Vistas (1990-1994)[1]
- Rally Condado (1981-1982)[1]
- Rally San Martiño (1981, 2002-2003)[4]
- Rally de Porriño (1996)[5]
- Rally Ribeira-Ría de Arousa (2021-2023)
- Rally Mariña Lucense (2019-2023)
- Rally de Ferrol (2023)

## Palmarés

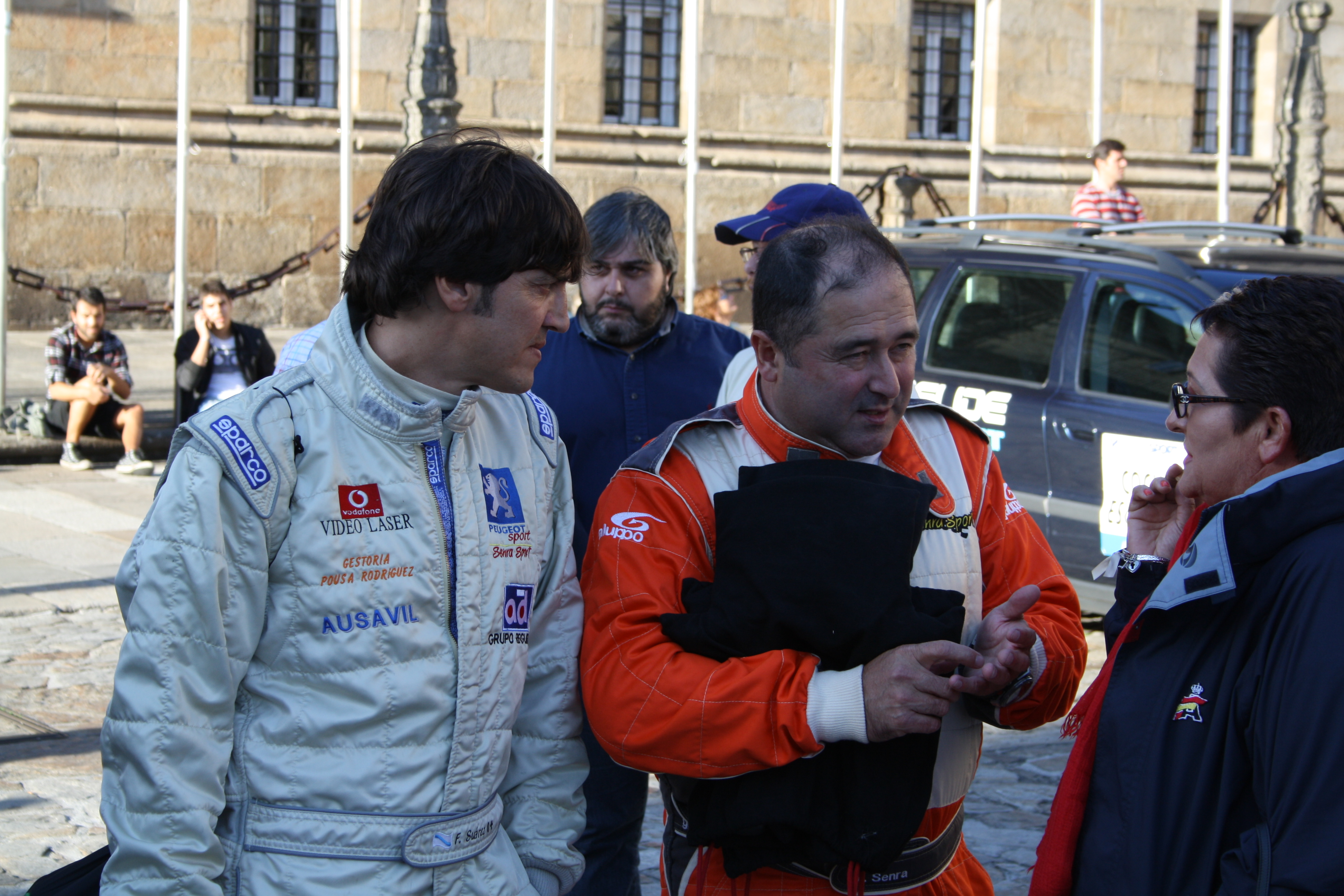
Manuel Senra y Faustino Suárez lograron el campeonato en cinco ocasiones: 2001, 2002, 2003, 2004 y 2005.

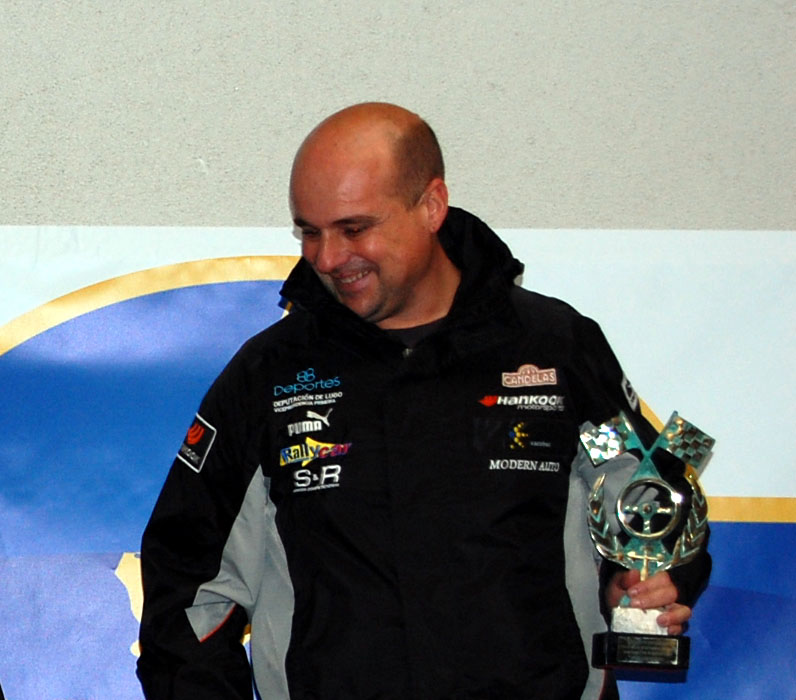
Pedro Burgo campeón en tres ocasiones: 2008, 2009 y 2012.

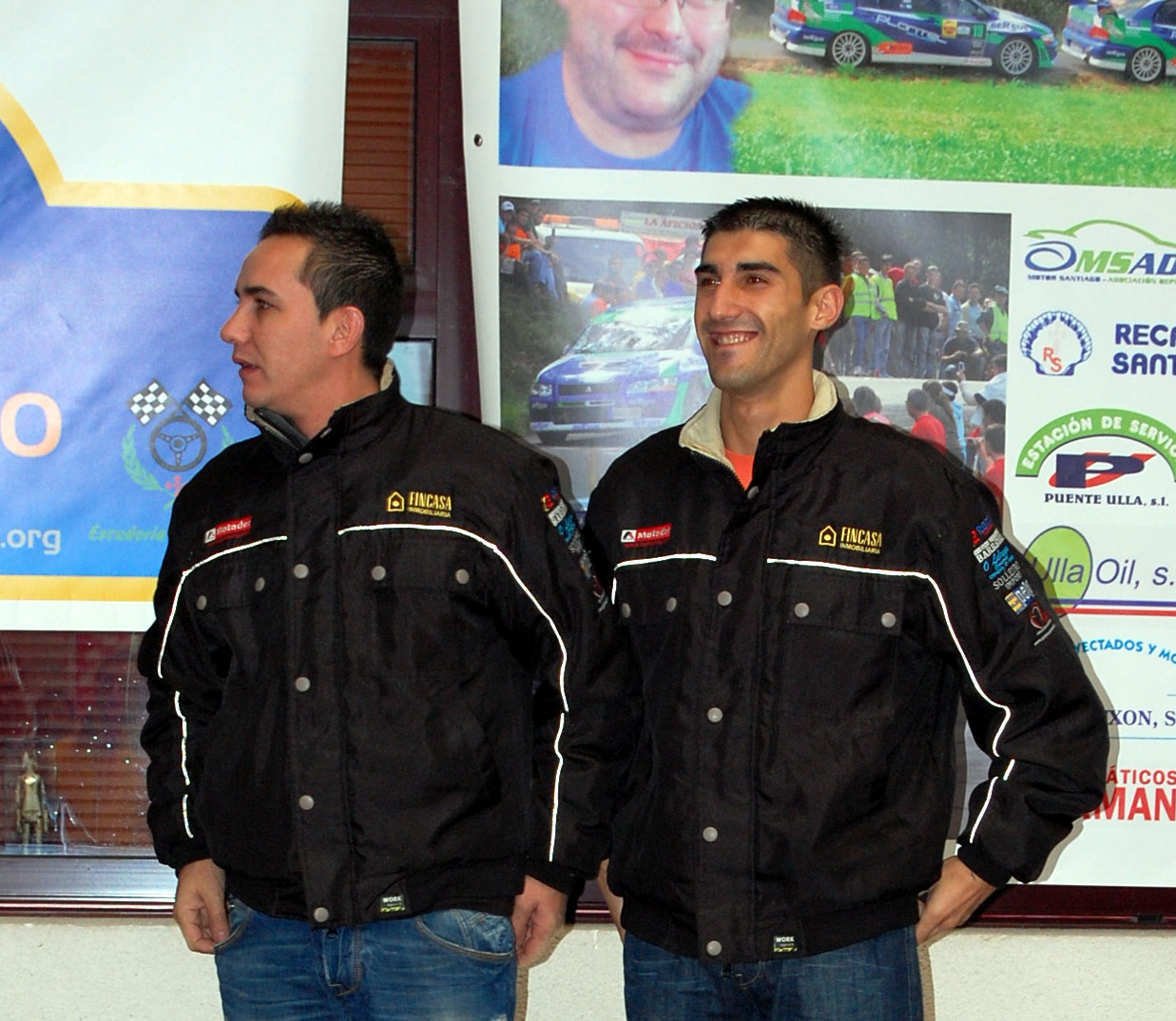
Alberto Meira (izquierda) fue campeón en 2010 y 2016.

| Año                                    | Piloto                                 | Copiloto                               | Automóvil                                  |
| Campeonato de Galicia de Automovilismo | Campeonato de Galicia de Automovilismo | Campeonato de Galicia de Automovilismo | Campeonato de Galicia de Automovilismo     |
| -------------------------------------- | -------------------------------------- | -------------------------------------- | ------------------------------------------ |
| 1975                                   | Antonio Freire "Ventura"               |                                        | SEAT 1430-1800                             |
| 1976                                   | Beny Fernández                         |                                        | BMW 2002 TI                                |
| 1977                                   | Antonio Freire "Ventura"               |                                        | Ford Escort                                |
| 1978                                   | Pío Alonso                             |                                        | Ford Escort                                |
| Campeonato de Galicia de Rally         |                                        |                                        |                                            |
| 1979                                   | Celestino Pardo                        | Evaristo de Cuenca                     | SEAT 124-1800                              |
| 1980                                   | Carlos Piñeiro                         | Pablo Iglesias                         | SEAT 124-2100                              |
| 1981                                   | Carlos Piñeiro                         | Pablo Iglesias                         | Fiat 131 Abarth                            |
| 1982                                   | Carlos Piñeiro                         | Carlos Orozco                          | Porsche 911 SC                             |
| 1983                                   | Luis Barrio                            | Diego Barcia                           | SEAT 124-2000                              |
| 1984                                   | Carlos Piñeiro                         | Carlos Orozco                          | Porsche 911 SC-RR                          |
| 1985                                   | José Mora                              | Luis Moya                              | Renault 5 Turbo                            |
| 1986                                   | José Mora                              | Luis Moya                              | Renault 5 GT Turbo                         |
| 1987                                   | Carlos Piñeiro                         | Julio Orozco                           | Opel Manta 400                             |
| 1988                                   | Alfonso Pavón                          | Guillermo Diez                         | Renault 5 GT Turbo                         |
| 1989                                   | Arturo Rial                            | Wenceslao Blanco                       | Citroën AX Sport                           |
| 1990                                   | Germán Castrillón                      | Estrella Castrillón                    | Ford Sierra RS Cosworth                    |
| 1991                                   | Arturo Rial                            | Mario Pazos                            | Citroën AX Sport                           |
| 1992                                   | Germán Castrillón                      | Estrella Castrillón                    | Ford Sierra RS Cosworth                    |
| 1993                                   | Arturo Rial                            | J.C. Arias                             | Citroën AX Sport                           |
| 1994                                   | Javier Azcona                          | J. Louro                               | Renault Clio Williams                      |
| 1995                                   | Miguel Dopico                          | Álvaro Louro                           | Ford Escort RS Cosworth                    |
| 1996                                   | Germán Castrillón                      | Estrella Castrillón                    | Ford Escort RS Cosworth                    |
| 1997                                   | Javier Piñeiro                         | Manuel Ferreiro                        | Renault Clio Maxi                          |
| 1998                                   | Germán Castrillón                      | Estrella Castrillón                    | Mitsubishi Lancer Evo IV                   |
| 1999                                   | Germán Castrillón                      | Estrella Castrillón                    | Mitsubishi Lancer Evo IV                   |
| 2000                                   | Germán Castrillón                      | Estrella Castrillón                    | Mitsubishi Lancer Evo VI                   |
| 2001                                   | Manuel Senra                           | Faustino Suárez                        | Peugeot 306 Maxi                           |
| 2002                                   | Manuel Senra                           | Faustino Suárez                        | Peugeot 306 Maxi                           |
| 2003                                   | Manuel Senra                           | Faustino Suárez                        | Peugeot 306 Maxi                           |
| 2004                                   | Manuel Senra                           | Faustino Suárez                        | Peugeot 306 Maxi                           |
| 2005                                   | Manuel Senra                           | Faustino Suárez                        | Peugeot 306 Maxi                           |
| 2006                                   | José M. Martínez Barreiro              | Manuel Campos                          | Peugeot 306 Maxi                           |
| 2007                                   | José M. Martínez Barreiro              | Manuel Campos                          | Peugeot 306 Maxi                           |
| 2008                                   | Pedro Burgo                            | Marcos Burgo                           | Mitsubishi Lancer Evo VIII                 |
| 2009                                   | Pedro Burgo                            | Marcos Burgo                           | Mitsubishi Lancer Evo VIII                 |
| 2010                                   | Alberto Meira                          | Álvaro Bañobre                         | Mitsubishi Lancer Evo X                    |
| 2011                                   | Iván Ares                              | José Pintor                            | Mitsubishi Lancer Evo VIII Porsche 911 GT3 |
| 2012                                   | Pedro Burgo                            | Marcos Burgo                           | Ford Focus RS WRC                          |
| 2013                                   | Luis Vilariño                          | Moncho López                           | Mitsubishi Evo X R4                        |
| 2014                                   | Iván Ares                              | Álvaro Bañobre                         | Porsche 911 GT3                            |
| 2015                                   | Alejandro Pais                         | Santiago Pais                          | Mitsubishi Lancer Evo X                    |
| 2016                                   | Alberto Meira                          | David Vázquez                          | Mitsubishi Lancer Evo X                    |
| 2017                                   | Víctor Senra                           | David Vázquez                          | Ford Fiesta R5                             |
| 2018                                   | Víctor Senra                           | David Vázquez                          | Ford Fiesta R5                             |
| 2019                                   | Víctor Senra                           | David Vázquez                          | Citroën C3 R5                              |
| 2020                                   | Víctor Senra                           | David Vázquez                          | Škoda Fabia Rally2 evo                     |
| 2021                                   | Víctor Senra                           | David Vázquez                          | Škoda Fabia Rally2 evo                     |
| 2022                                   | Víctor Senra                           | David Vázquez Moncho López             | Škoda Fabia Rally2 evo                     |
| 2023                                   | Víctor Senra                           | David Vázquez                          | Citroën C3 WRC                             |
| 2024                                   | Víctor Senra                           | José Murado                            | Citroën C3 WRC/Skoda Fabia R2              |
| Fuente                                 |                                        |                                        |                                            |

### Récords
- Récords de victorias.[1]

| N.º | Piloto                              | Total |
| --- | ----------------------------------- | ----- |
| 1.  | Germán Castrillón                   | 38    |
| 2.  | Manuel Senra                        | 37    |
| 3.  | Víctor Senra                        | 32    |
| 4.  | Pedro Burgo                         | 28    |
| 5.  | Carlos Piñeiro                      | 22    |
| 5.  | Alberto Meira                       | 22    |
| 7.  | Iván Ares                           | 21    |
| 8.  | José M. Martínez Barreiro «Bamarti» | 13    |
| 9.  | José Antonio Rodríguez «Peitos»     | 8     |
| 9.  | Javier Paz                          | 8     |
| 10. | Beny Fernández                      | 6     |
| 10. | José Mora                           | 6     |
| 10. | Javier Piñeiro                      | 6     |
| 10. | Miguel Dopico                       | 6     |
| 11. | Sergio Vallejo                      | 6     |
| 12. | Luis Alberto Hermida «Cleherc II»   | 4     |
| 12. | Marc Etchebers                      | 4     |
| 12. | Arturo Rial                         | 4     |
| 12. | Luis Vilariño                       | 4     |
| 12. | Alejandro Pais                      | 4     |
| 13. | Miguel Martínez                     | 3     |
| 13. | Luis Barrio                         | 3     |
| 13. | Toño Villar                         | 3     |
| 13. | Iago Caamaño                        | 3     |
| 14. | Juan Carlos González «Culebra»      | 2+1*  |
| 15. | José Luis Vilanova                  | 2     |
| 15. | Adrián Díaz                         | 2     |
| 16. | José Gonçalves                      | 1     |
| 16. | José Mariñas                        | 1     |
| 16. | Rafael Cid                          | 1     |
| 16. | Chano Carrera                       | 1     |
| 16. | Ricardo Gallardo                    | 1     |
| 16. | Juan Luis A. Paradela               | 1     |
| 16. | Jorge Pérez                         | 1     |
| 16. | Antonio Garrido                     | 1     |
| 16. | Javier Azcona                       | 1     |
| 16. | Germán Gómez                        | 1     |
| 16. | Jorge González «Rantur»             | 1     |
| 16. | Sergio Pérez                        | 1     |
| 16. | Alberto Otero                       | 1     |
| 16. | José Antonio Iglesias               | 1     |
| 16. | Tino Iglesias                       | 1     |
| 16. | Hiroki Arai                         | 1     |
| 16. | Manuel Fernández Estévez            | 1     |
| 16. | Nikolay Gryazin                     | 1     |